# Carl Wester (militär)
Carl Axel Wester, född den 14 mars 1847 i Karlskoga socken, Örebro län, död den 2 juni 1917 i Skövde, var en svensk militär. Han var svärfar till Halvar Söderbaum.
Wester blev underlöjtnant vid Västgöta regemente 1869, löjtnant där 1877, kapten där 1888, major där 1895 och överstelöjtnant där 1898. Han övergick som sådan till regementets reserv 1903 och befordrades till överste i armén samma år. Wester beviljades avsked 1906. Han blev riddare av Svärdsorden 1890. Wester vilar på Sankta Elins kyrkogård i Skövde.